# Oxira posticata
Oxira posticata là một loài bướm đêm trong họ Noctuidae.